# Theodor Krätzer
Theodor Krätzer (* 30. Oktober 1914 in Nürnberg; † 1997) war ein deutscher SS-Obersturmführer, der im Konzentrations- und Vernichtungslager Auschwitz die Gefangeneneigentums-Verwaltung (GEV) leitete.

## Leben
Der Bankangestellte Krätzer gehörte nach der nationalsozialistischen Machtergreifung ab September 1933 der Hitlerjugend (HJ) an, von dort wechselte er im Juli 1934 zur SS (SS-Nummer 276.344). Er beantragte am 26. Oktober 1937 die Aufnahme in die NSDAP und wurde rückwirkend zum 1. Mai desselben Jahres aufgenommen (Mitgliedsnummer 4.690.977). Ab Oktober 1937 leistete er Dienst bei der SS-Verfügungstruppe. Im Frühjahr 1939 war er kurzzeitig Offizier beim 2. SS-Regiment „Deutschland“. Noch 1939 wurde er zur Lager-SS in das KZ Buchenwald versetzt, wo er in der Abteilung Verwaltung eingesetzt war. Von März 1941 bis zur Räumung des Lagers im Januar 1945 war er Angehöriger der Lager-SS im KZ Auschwitz. Dort leitete er durchgehend die Gefangeneneigentums-Verwaltung (GEV), eine Abteilung der SS-Standortverwaltung. Aufgabe dieser Abteilung war die Aufbewahrung des Häftlingseigentums sowie die Sortierung und Weiterverwendung von Kleidung und Wertsachen der Holocaustopfer. Krätzer wurde 1942 zum SS-Obersturmführer befördert, seinem höchsten erreichten SS-Rang. Im April 1943 wurde ihm das Kriegsverdienstkreuz II. Klasse mit Schwertern verliehen. Nach der Räumung des KZ Auschwitz wurde er zur SS-Sondereinheit Dirlewanger versetzt.
Krätzer war in der Bundesrepublik als Regierungsinspektor stellvertretender Abteilungsleiter beim Versorgungsamt München II. Im Zuge der Frankfurter Auschwitzprozesse wurde er vernommen und äußerte sich folgendermaßen: „Ich bin selbst gelegentlich auf der Rampe gewesen und habe Obacht gegeben, daß die Effekten ordnungsgemäß verladen wurden.“ Damit beschreibt Krätzer einen Teil seiner Aufgaben beim Raub der Wertsachen während der Massenmorde an Juden; die Wertsachen wurden später zur Sortierung nach dem im Lagerjargon so genannten Kanada verbracht.
Gegen 62 SS-Männer der GEV wurde 1977 in Frankfurt am Main ein Verfahren eingeleitet, das 1985 begründungslos eingestellt wurde. Unter den Beschuldigten waren Oskar Gröning und auch dessen Vorgesetzter Krätzer. Auch ein späteres Ermittlungsverfahren gegen Krätzer am Landgericht München II führte wahrscheinlich nicht zu einer Anklage.